# Eugène Deloncle

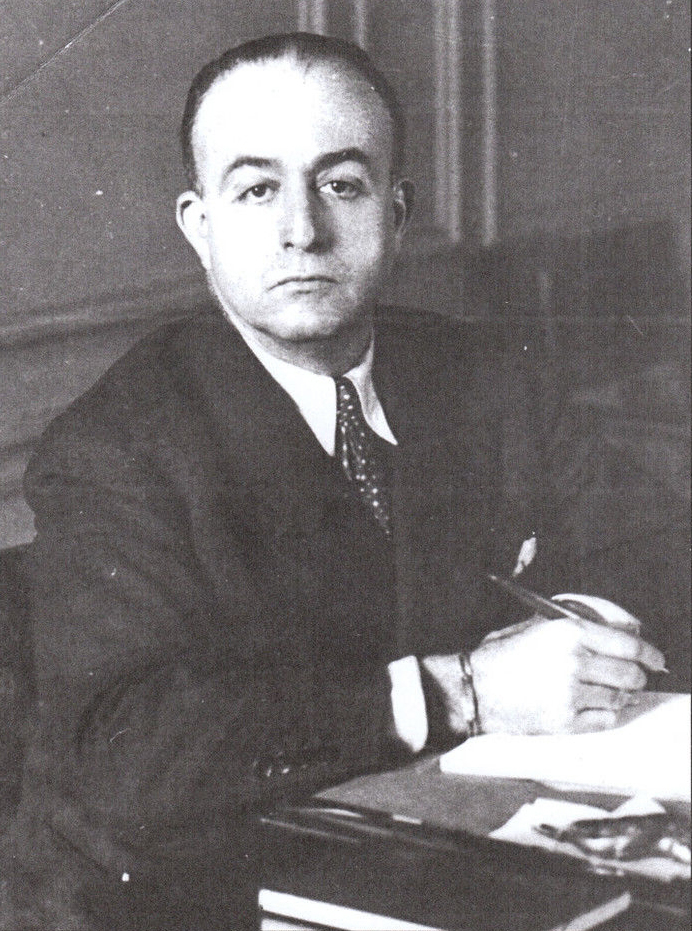
Eugène Deloncle

Antoine Octave Eugène Deloncle (* 20. Juni 1890 in Brest; † 17. Januar 1944 in Paris) war ein französischer Politiker der extremen Rechten. Er war einer der Gründer der rechtsextremen Geheimorganisation Cagoule. Im September 1940 gründen Deloncle und Eugène Schueller mit Hilfe des Reichsbotschafters in Frankreich, Otto Abetz und mit persönlicher Zustimmung des Gestapo-Chefs Reinhard Heydrich, die faschistische Partei Mouvement social révolutionnaire.

## Leben
Deloncle war der Sohn von Antoine Charles Louis Deloncle und dessen Frau Anna Ange Marie Grossetti. Der Vater war Kapitän des französischen Ozeandampfers La Bourgogne, bei dessen Untergang er 1898 ums Leben kam. Nach seinem Examen an der École polytechnique diente Deloncle in der französischen Kriegsmarine. Während des Ersten Weltkrieges war er als Artillerieoffizier registriert. An der Front in der Champagne verwundet, wurde er in die Ehrenlegion aufgenommen. Nach dem Krieg fungierte er als Sachverständiger für Schifffahrtsfragen am Cour d’appel von Paris.

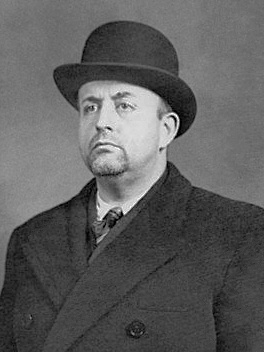
Deloncle nach seiner Verhaftung im November 1937

Er trat 1934 der rechtsextremen, katholisch-monarchistischen und antideutschen Action française (AF) bei und wurde deren stellvertretender Vorsitzender im 16. Arrondissement von Paris. Deloncle gewann jedoch die Ansicht, dass die AF zu verstaubt und machtlos sei. Er gehörte zu den Mitgliedern, die 1935 wegen ihrer offenen Kritik an Charles Maurras’ Führung, die ihnen zu gemäßigt erschien, aus der AF ausgeschlossen wurden. Stattdessen gründete er 1936 mit seinen jüngeren Freunden Jean Filiol und Jacques Corrèze (Mitgliedern der Camelots du roi) eine eigene militante rechtsextreme Gruppe. Sie nannten sie zunächst Organisation secrète d'action révolutionnaire nationale (Osarn, „geheime Organisation der nationalrevolutionären Aktion“), in der Presse wurde daraus bei ihrer Aufdeckung im November 1937 die Bezeichnung Comité secret d’action révolutionnaire (CSAR; „geheimes Komitee für revolutionäre Aktion“); besser bekannt ist sie jedoch unter dem von Maurice Pujo vergebenen Namen Cagoule („die Kapuze“ oder „Maske“).
La Cagoule behielt die streng anitrepublikanisch-antikommunistisch-antisemitische Linie der Action française bei, fügte ihr jedoch eine faschistische Rhetorik hinzu. Als prominente Unterstützer konnte er den Luftwaffengeneral Édouard Duseigneur und den korsischen Herzog Joseph Pozzo di Borgo gewinnen, die nach außen hin der Tarnorganisation Union des comités d’action défensive (UCAD) vorstanden. Mit Hilfe der Cagoule organisierte Deloncle politische Morde an Kommunisten und antifaschistischen Polit-Agitatoren. Zudem nahm die Organisation Einfluss im Spanischen Bürgerkrieg, indem sie Waffen zu Francos Nationalisten schmuggelte und ein für die Republikaner bestimmtes Flugzeug sabotierte. La Cagoule plante für den 15. November 1937 einen Putsch, indem sie eine unmittelbar bevorstehende Machtübernahme der Kommunisten vorgaukelte und so eine Gegenmaßnahme antikommunistischer Generäle provozieren wollte. Dieser Plan scheiterte jedoch, die Behörden wurden auf die Organisation aufmerksam und deckten sie auf. Am 26. November 1937 wurde Deloncle verhaftet.

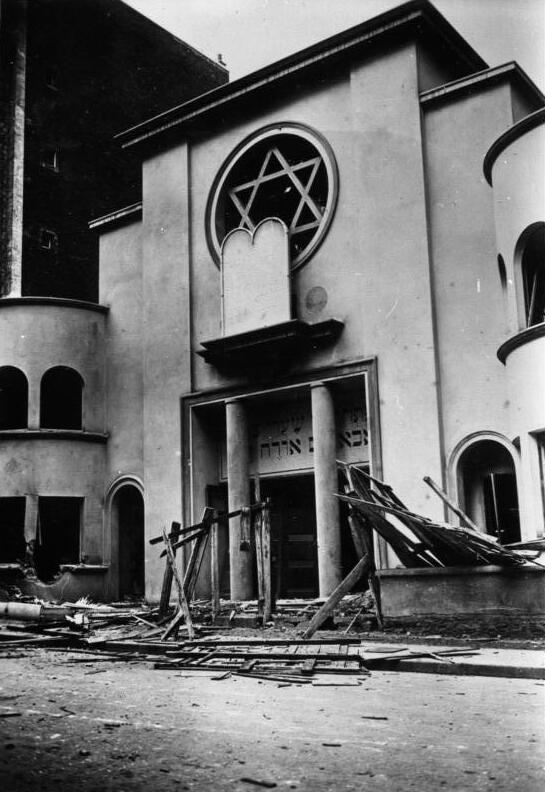
Synagoge von Montmartre nach dem Attentat vom 3. Oktober 1941

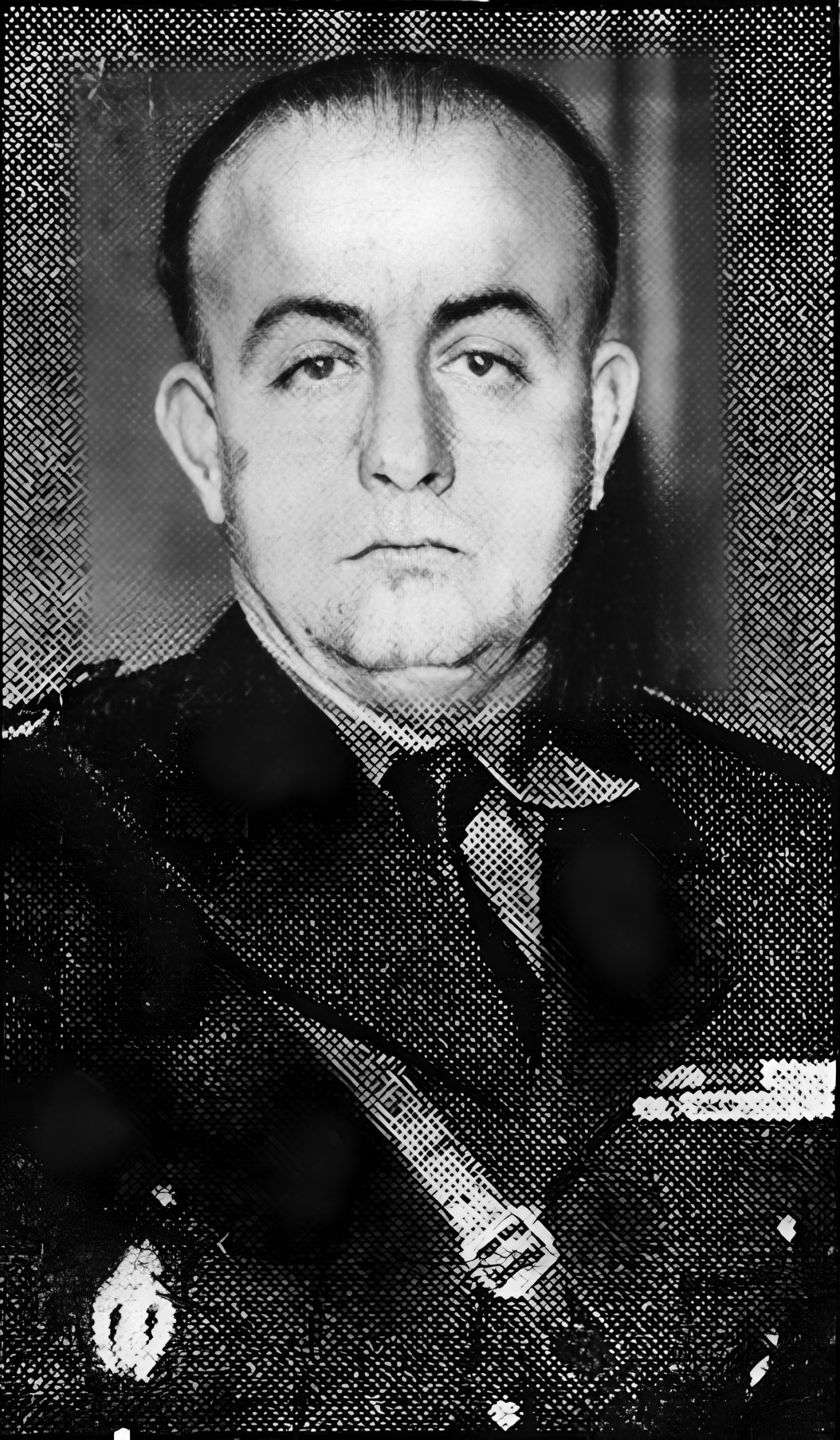
Deloncle in der schwarzen Uniform der Légion nationale populaire, bewaffneter Arm der RNP (1941)

Nach der französischen Niederlage während des Zweiten Weltkriegs und dem Beginn der deutschen Besatzung im Juni 1940 unterstützte Deloncle Admiral François Darlan, frischte seine Kontakte aus der Cagoule-Zeit wieder auf und gründete den Mouvement social révolutionnaire (MSR; Sozialrevolutionäre Bewegung), eine radikalisierte Cagoule, die das Vichy-Regime von Marschall Henri Philippe Pétain, seinen Traditionalismus und sein politisches Experiment in der anfangs unbesetzten Südzone unterstützten. Am 15. Februar 1941 fusionierte die MSR von Deloncle auf Wunsch der SS mit der Rassemblement national populaire (RNP, deutsch „Nationaler Zusammenschluss des Volkes“) von Marcel Déat. Der Chef von L’Oréal, Eugène Schueller, wurde zum wirtschaftlichen Bezugspunkt. Sein Buch „La Révolution de l’économie“ galt als Nachschlagewerk des französischen Faschismus.
Deloncle organisierte in der Nacht vom 2. auf den 3. Oktober 1941 Bombenanschläge auf sieben Pariser Synagogen.
Als Pierre Laval im Dezember 1940 als Ministerpräsident des Vichy-Regimes entlassen wurde, warb der RNP nachhaltig für Lavals Rückkehr. Deloncle plante zeitweilig sogar nach dem Vorbild von Mussolinis Marsch auf Rom 1922 einen Marsch auf Vichy, den die deutschen Okkupationsbehörden aus Sorge um Pétains Reaktion ablehnten.
Um die von Déat geforderte Auflösung des MSR entstand im Mai 1941 ein Konflikt zwischen Déat und Deloncle, der unvorsichtigerweise erklärte, alleiniger Führer des RNP werden zu wollen. Im Juli 1941 wurde in Paris die Légion des volontaires français contre le bolchévisme (LVF; Legion französischer Freiwilliger gegen den Bolschewismus) oder Légion anti-bolchévique bzw. Légion tricolore gegründet. In der LVF kämpften französische Freiwillige in deutschen Uniformen an der Ostfront gegen die Sowjetunion. Deloncle übernahm den Vorsitz des Exekutivkomitees der LVF. Gleichzeitig heckte er fieberhaft einen Plan zur Beseitigung Déats von der Spitze des RNP durch einen fingierten „Autounfall“ aus. Vom Krankenhausbett aus befahl daraufhin Déat die Beseitigung Deloncles aus allen Parteiämtern und betrieb seinen Ausschluss aus dem RNP. Mit dem Ausschluss Deloncles aus dem RNP verlor diese Kollaborationspartei ihre politische Spitzenstellung.
Deloncles erregte durch seine Zusammenarbeit mit Wilhelm Canaris’ Abwehr den Verdacht der Gestapo; ein Schusswechsel bei seiner Verhaftung tötete ihn und einen seiner Söhne.

## Familie
Deloncle war ein Neffe des Generals François Deloncle.
Er war mit der Arzttochter Mercédès Cahier (1893–1988) verheiratet, Schwester des Generals Paul Cahier. Das Paar hatte einen Sohn namens Louis und eine Tochter namens Claude. Deloncles engster Vertrauter, Jacques Corrèze (1912–1991), wie er Mitglied von Cagoule und MSR, lebte mit der Familie zusammen. Nach Deloncles Tod heiratete seine Witwe Corrèze. Dieser wurde nach dem Krieg einer der leitenden Mitarbeiter bei L’Oréal.
Die Nichte von Eugène Deloncle, Édith Cahier, heiratete 1939 Robert Mitterrand, einen der Brüder des späteren Staatspräsidenten François Mitterrand.